# Нерчинская улица (Санкт-Петербург)
Не́рчинская улица — улица в Невском районе Санкт-Петербурга, на территории Весёлого Посёлка. Она проходит от улицы Коллонтай до улицы Подвойского. С декабря 2015 года введено одностороннее движение, направление — от улицы Подвойского.

## История
Застройка этой территории началась в 2000-е годы. Сначала это был проезд без названия, проходивший за гипермаркетами и отделявший застроенный участок, ограниченный продлённой улицей Подвойского, улицей Коллонтай и Дальневосточным проспектом от ещё не застроенной части бывшего пустыря между улицей Белышева и Дальневосточным проспектом.
10 декабря 2010 года состоялось очередное заседание Топонимической комиссии. На заседании был рассмотрен ряд вопросов о присвоении названий проездам, улицам, переулкам, аллеям, мостам, ряду учебных заведений, скверу. На этом заседании и была вынесена рекомендация о присвоении безымянному проезду названия — Нерчинская улица. Решение Топонимической комиссии было принято с учётом общей традиции именования улиц данного района — название «Нерчинская» перекликается и с проходящим параллельно ей Дальневосточным проспектом (Нерчинск входил в состав Дальневосточного края) и революционной тематикой.
Название присвоено 23 июня 2011 года.